# 长白山旅游轨道交通
长白山旅游轨道交通示范线为吉林省长白山管委会筹建的国内首条在旅游景区内应用的跨座式单轨交通项目，线路北南走向，全长33.42公里，总投资近55亿元。高架敷设。全线设高架车站6座，平均站间距7km。

## 技术
线路始于规划敦白客运专线、沈白客运专线长白山站南广场西侧，上跨既有通白和铁路，设集散中心站（AK5+700）、奶头山站（AK18+500）、和平滑雪场站（CK24+700），于白河林业局黄松蒲林场东侧设大戏台河站（AK29+300)、至浮石林景区北门设终点站北坡门站(AK35+100)。

## 历史
2018年4月24日国家财政部《关于进一步加强政府和社会资本合作（PPP）示范项目规范管理的通知》（财金〔2018〕54号）把该项目列入“调出示范项目清单”，调出原因是“涉及环保问题，暂缓实施”。